# 仁義なき戦い 完結篇
『仁義なき戦い 完結篇』（じんぎなきたたかい かんけつへん、Battles Without Honor and Humanity: Final Episode ）は、東映京都撮影所の製作、東映配給により公開された1974年の日本映画。主演：菅原文太、監督：深作欣二。「仁義なき戦いシリーズ」最終作。

## 解説
広島抗争を描いたシリーズの完結篇であるが、実際は第四部『仁義なき戦い 頂上作戦』のラストで第二次広島抗争は終焉を迎えていたため、内容は第三次広島抗争を描いている。第四部まで続けてヒットしてきたため、東映は続編製作を構想するが、脚本を担当した笠原和夫は第四部で終了した事を主張し、執筆を拒否。そのため本作の脚本は、後に数々の「東映女やくざ映画」を手掛ける高田宏治に交代している。
3億7100万円の配給収入を記録、1974年（昭和49年）の邦画配給収入ランキングの第8位となり、シリーズ最大のヒットを記録した。
ポスターに使われているキノコ雲は、実際には広島原爆ではなく長崎原爆の写真である。

## あらすじ
広能組・打本会の連合と山守組との広島抗争は、警察による組長クラスの一斉検挙、いわゆる「頂上作戦」によって終息に向かう。打本会は解散し、広能組長・広能昌三は網走刑務所に収監された。一方、山守組側では最高幹部・武田明が広島に散在するやくざ組織に大同団結を呼びかけ、市民社会からの厳しい視線をかわすため1964年（昭和39年）5月、政治結社「天政会」として統一組織を立ち上げた。
しかし天政会は、武田会長のヤクザ色を薄める運営に、副会長の大友勝利や幹事長の早川英男ら守旧派が反発し一枚岩ではなかった。そんな折、広能の兄弟分の市岡輝吉が天政会参与・杉田佐吉を暗殺する。報復を主張する大友と自重を厳命する武田との対立は深くなる。
1966年（昭和41年）6月、広島県警は天政会壊滅のため武田を検挙する方針を立てた。武田は逮捕直前に先手を打ち、自分の子分で天政会の理事長を務める松村保を強引に次期会長候補に決め、武田不在時の会運営を託す。武田の逮捕で天政会は混乱するが、松村は天政会理事の江田省一や各組の若手実力者の協力と豊富な資金力で危機を乗り切ろうとする。一方、大友はこの機に乗じて松村を殺害し天政会を牛耳ることを企てる。
松村の殺害は未遂に終わるが、天政会の各組は松村を弱腰とみなし、大友や早川らの反松村派は増長する。大友は天政会の敵であるはずの市岡と義兄弟の盃を交わし、市岡は大友を後ろ盾として松村組の縄張りを荒らして松村を挑発した。ここに至って松村は市岡を殺害。反松村派は震撼し、大友は有力子分から離反された上、警察に逮捕される。さらに松村は天政会傘下の全組長に盃直しを要求して自分の傘下に収め、不服の早川は引退する。こうして反松村派勢力は壊滅し、松村は天政会で強大な権力を得た。
1970年（昭和45年）6月、武田が出所すると松村は大人しく理事長に戻り、武田を会長とする。しかし、一度起きた松村への世代交代は2人の力関係を変化させており、3ヶ月後に出所する広能への対応を巡って対立が顕然化し始める。そんな折、天政会重鎮の槙原政吉が広能組の組員に暗殺され、穏健な対応を主張する武田は孤立し、天政会では広能への強硬論が支配的になった。
9月、長期刑期を終え出所した広能に武田が面会を求めてくる。あくまで穏便に解決したい武田は、世代交代を説いて一緒に引退するよう求める。その数日後、今度は松村が広能に面会を求め、武田が引退し自分を後継に指名した事を伝える。そして、広島と呉の全ての組織が１つにまとまる意義を話し、広能組を天政会で厚遇することと引き換えに広能自身の引退を迫った。広能は武田の引退に衝撃を受けるが、松村が天政会を纏めきれていない点を指摘、対応を保留する。
同月、松村は会長就任の挨拶のため腹心と共に関西に赴くが、その道中、反松村派の残党から襲撃され、瀕死の重傷を負う。反松村派は勢いづき、広能を自陣営に引き込むことを図る。
松村は重体にもかかわらず、決死の覚悟で会長襲名披露を行う。そこに広能は若頭・氏家厚司を伴って現れ、松村に組員たちを託す。広能組の天政会への参加で、浮き上がった槙原組員は呉市街で広能組員を襲撃、広能組員が死亡。広能は自分が知らない若い世代の組員の死をみて新旧交代を悟り、長年のやくざ人生からの引退を決意した。

## キャスト
広能組（モデル・美能組）
- 広能昌三 - 菅原文太：広能組組長。長い刑期を勤め出所。天政会不参加。シリーズの主人公。美能幸三がモデルとなった。
- 氏家厚司 - 伊吹吾郎：広能組若衆頭。薮内威佐夫がモデルとなった。
- 水上登 - 野口貴史：広能組若衆。何も動こうとしない広能に不満を持つ。最後に呉市中通りで槙原組の襲撃に会い、守谷に射殺される。シリーズ５作全てで広能の若者。
- 清元忠 - 寺田誠：広能組若衆。佐伯とコンビで共に行動する。槇原組長を射殺。モデルは木元敏治。
- 佐伯明夫 - 桜木健一：広能組若衆。襲撃用水中銃の暴発により自らの脚を誤射。槇原組長射殺の報復で映画館前で射殺された。モデルは田島重徳。
- 村田静子 - 中原早苗：佐伯の姉。拳銃を買うために佐伯に睡眠薬入りコーラを飲まされ、店の売り上げを盗まれる。
- 弓野修 - 司裕介：広能組若衆。ギターの流し。武田と槙原が会合している事を組員に知らせる。
- 関谷徹 - 松本泰郎：広能組若衆。店で遭遇した天政会の組員の挑発に腹を立て、天政会の旗竿を蹴っ飛ばす。
- 岩見益夫 - 大木晤郎：広能組若衆。アニキ分。水中銃を持ってきた佐伯に襲撃するよう要請する。

天政会（モデル・共政会）
- 山守義雄 - 金子信雄：天政会初代会長。山守組を政治結社天政会に改める。武田に会長の座を譲ったあとは表舞台からは消えるも、再び会長の座を狙い暗躍する。山村辰雄がモデルとなった。
- 武田明 - 小林旭：天政会二代目会長。ヤクザ撲滅運動をかわすため山守組等広島ヤクザ組織を政治結社へ改組。服部武がモデルとなった。
- 松村保 - 北大路欣也：天政会理事長。武田が刑務所に服役中には会長代行。武田出所後理事長に復任するが、武田引退に伴い三代目会長となる。武田組若頭。モデルの山田久は十七年に渡り会長を務め、共政会の礎を築いた。
- 江田省一 - 山城新伍：天政会常任理事。のちに副会長となり松村の三代目就任を支援する。松村の就任挨拶に訪れた大阪西成の車上で、松村とともに早川組の残党から銃撃を受け惨殺された。江田組組長。原田昭三がモデルとなった。
- 杉田佐吉 - 鈴木康弘：天政会参与。金融屋。武田の経済顧問。市岡組に殺される。住吉辰三がモデルとなった。
- かおる - 野川由美子：杉田の娘。のちに松村の妻。モデルは山田久の妻、山田多美子。
- 常岡元次 - 岩尾正隆：宇品天政会参与。松村派。
- 織田英士 - 西田良：武田組若衆。松村の側近。
- 大久保憲一 - 内田朝雄：呉の長老。天政会三代目を松村にする事を画策する。海生逸一がモデルとなった。
- 江里 - 賀川雪絵：ホステス。市岡組が暴れている事を松村組に知らせようとする。
- 光子 - 橘真紀：山守の女。
- 藤村勇吉 - 広瀬義宣：武田組組員。坊主頭。市岡を襲撃して返り討ちされるも駐車場に誘い込んで殺害する。
- 丸山勝 - 成瀬正孝：武田組組員。店で遭遇した広能組組員の一人が天政会の旗を蹴飛ばした事に怒り、ヤキを入れる。
- 友田孝 - 沢美鶴：武田組組員
- 金田守 - 木谷邦臣：江田組組員
- 時正夫 - 鳥井敏彦：武田組組員
- 天政会幹部 - 島田秀雄
- 武田組組員 - 畑中伶一

河野組（モデル・浅野組）
- 河野幸二郎 - 天津敏：河野組組長。松村の後見人的存在。浅野眞一がモデルとなった。

槇原組（モデル・樋上組）
- 槙原政吉 - 田中邦衛：天政会常任理事。槇原組組長。呉で広能と対立。呉の露店巡回中に広能組の若衆により射殺される。樋上実がモデルとなった。
- 守谷等 - 川谷拓三：槇原組若衆。店で遭遇した広能組若衆を挑発する。呉市中通りで氏家ら広能組若衆を襲撃する。
- 鶴達男 - 国一太郎：槇原組若頭。呉市中通りで守谷とともに氏家ら広能組若衆を襲撃する。
- 的場文夫 - 高月忠：槇原組組員
- 槇原組組員 - 白井孝史、大矢敬典

大友組（モデル・村上組）
- 大友勝利 - 宍戸錠：天政会副会長。大友組組長。第二部の大友勝利と同一人物の設定。敵対する市岡と掟破りの兄舎弟盃を交わす。松村との天政会内の勢力争いに破れ、最後は拳銃2丁をズボンに挟み、タクシーを止めようとしたところを警察に銃刀法違反の現行犯でパクられ、6年の刑を打たれる。村上正明がモデルとなった。
- 間野豊明 - 山田吾一：大友組若衆頭。のちに「ついてゆけぬ」と逆破門状を勝利に叩きつけ松村の右腕に。モデルは村上組幹部平野一明。
- 金沢茂久 - 誠直也：大友組若衆。明け方、宿泊中の松村を襲撃する。
- 阿木翁 - 北川俊夫：大友組若衆。金沢とともに宿泊中の松村を襲撃する。

早川組（モデル・山口(英)組）および百人会（モデル・十一会）
- 早川英男 - 織本順吉：天政会幹事長。早川組組長。大友を立てて松村と対立。山口英弘がモデルとなった。
- 久保田市松 -  高並功：早川組若衆頭。早川の親・松村要員。十一会会長竹野博士がモデルとなった。
- 加賀亮助 - 八名信夫：早川組若衆頭補佐。早川の反・松村要員。就任挨拶回りの松村らを大阪で襲撃。十一会副会長梶山慧がモデルとなった。
- 千野巳代次 - 曽根晴美：旅人。就任の挨拶回りで大阪を訪れていた松村、江田らの乗った車を襲撃。モデルは萱野正昭。
- 楠田時夫 - 藤沢徹夫：早川組組員。加賀たちとともに松村を襲撃。運転手。
- 近藤新一 - 阿波地大輔：早川組組員。加賀たちとともに松村を襲撃。

市岡組（モデル・宮岡組）
- 市岡輝吉 - 松方弘樹：広能の舎弟。天政会不参加。天政会参与の杉田を射殺、大友の舎弟となるなど、松村ら天政会と抗争。宮岡輝雄がモデルとなった。
- 寿美子 - 藤浩子：市岡の女。
- 神戸泰男 - 唐沢民賢：市岡組組員
- 宗方良三 - 白川浩三郎：市岡組組員
- 野地進一 - 片桐竜次：市岡組組員。天政会参与の杉田佐吉を殺害する。
- 遠井銀之助 - 松田利夫：市岡組組員。赤帽男。天政会参与の杉田佐吉を射殺する。
- 末長博 - 池田謙治：市岡組組員
- 国松吉郎 - 岡賢治：市岡組組員

その他
- 村田富雄 - 宮城幸生 ：静子の亭主。佐伯の事を煙たがる。
- 平手君郎 - 鈴木瑞穂：刑事。市岡の殺害容疑に対する松村の取り調べ。
- 広島県警第四課長 - 穂高稔
- 久野看守 - 蓑和田良太：札幌刑務所看守。市岡から煙草(賄賂)を受け取り、広能の面会を許可する。市岡のハト。
- 真弓 - 丸平峰子
- 若い娘 - 司京子
- 清美 - 宇治知美
- 丸本貫一 - 秋山勝俊：大阪のやくざ。加賀の旧友。松村襲撃のための道案内をする。
- 工員 - 奈辺悟、鳥巣哲生
- 捜査員 - 森源太郎、波多野博
- 新聞記者 - 前川良三
- 吉田 - 若宮孝二
- ナレーター…酒井哲
- ノンクレジット
  - 天政会幹部 - 小田真士、浪花五郎
  - 天政会幹部、捜査員 - 疋田泰盛
  - 警察幹部 - 那須伸太朗
  - 市岡組組員 - 笹木俊志
  - 大阪のヤクザ - 福本清三

## スタッフ
- 企画：日下部五朗
- 原作：飯干晃一
- 脚本：高田宏治
- 監督：深作欣二
- 撮影：吉田貞次
- 照明：中山治雄
- 録音：溝口正義
- 美術：鈴木孝俊
- 音楽：津島利章
- 編集：宮本信太郎
- 助監督：皆川隆之
- 記録：田中美佐江
- 装置：近藤幸一
- 装飾：柴田澄臣
- 背景：西村和比古
- 美粧結髪：東和美粧
- スチール：木村武司
- 衣装：豊中健
- 演技事務：西秋節生
- 擬斗：上野隆三
- 進行主任：上田正直

## 製作

### 企画とタイトル
「仁義なき戦いシリーズ」は、第四弾『仁義なき戦い 頂上作戦』で、誰がどう見ても完璧なエンディングを迎えたが、"映画は商品"と言い切る岡田茂東映社長が、みすみすヒットシリーズを終わらせるわけはなく、『頂上作戦』を書き上げた笠原和夫が、岡田社長と深作欣二、日下部五朗の四人で夜の京都に繰り出した折、四条大橋の上で岡田が笠原の肩に手を掛け「お前なァ、悪いけど『仁義なき戦い』をもう一本書いてくれないか」と囁き、笠原にさらなる続編執筆を要請した。笠原は「あれはもう文太と旭の別れも書いて、二人とも刑務所に入れたし、もう書きようがない。無理です」と断ったが、岡田から「まあそう言わずに頼むわ」と無理強いされた。バーに入って岡田に聞こえないように笠原が小声で深作に相談すると、深作は「笠原さんがホン書くならやるよ」と言う。笠原は「よし。なんぼなんでもギャラが安すぎるから（一本120万円だった）値上げ交渉やろうや」と言ったら、深作「ああ、上げてくれなかったらストライキだな」 笠原「せめて一本2、300万円にして貰わないとな。ギャラ交渉が終わったら、お前に連絡するから、それまでお前は引き受けるな」 深作「わかった。おれのぶんの交渉もよろしくな」というやり取りがあり、深作と笠原は第五部のギャラアップの共闘を約束し、認めないなら第五部はやらないと申し合わせていた。簡単に諦めるわけがない岡田社長は、1974年の正月に東映本社に挨拶に来た深作に「今年はまず第五部だな、君、頼むよ」と半ば命令し、深作が「終わったはずでは？」と言い返すと「"完結篇"が出てないやないか」と無茶苦茶な言い分で製作を承諾させた。深作が笠原に電話で謝まってきたため、「ばか、何で引き受けたんだ。値上げ交渉する前に返事するやつがあるか! 何が反体制の闘士だ、おれはもう書く気はないぞ」と笠原は『あゝ決戦航空隊』の脚本に取り掛かっていてそちらに思い入れが行っていて「仁義なき戦い」は美学的決着もつけたし、それほど愛着はないと「仁義なき戦い」の脚本執筆を断固拒否し、高田宏治に脚本が交代した。笠原はこのときのギャラ闘争が実り、『あゝ決戦航空隊』のギャラは150万円にアップし、以降もギャラアップは続き、1982年の『大日本帝国』では1000万円に上昇したという。

### 脚本
東映から脚本の依頼を受けた当時の高田宏治にとって、笠原は目の前に聳え立つデカい山のような存在。笠原の後を書く、そのことに武者震いをしたという。笠原は第四部までで描き切れなかった事件を纏め上げた長い長い巻物を高田に渡した。東映の後輩とはいえ、ライバルでもある者になかなか出来ることでなく、「この人はサムライやな」と高田は改めて感心した。但し、自分がやる以上は「高田宏治の仁義なき戦い」を書き上げなければ意味がないと考えた。一週間考え続け、見事な群像劇を作り上げた笠原脚本に対し、高田は一人の人間を主役にする、それも強い上昇志向と意地、そしてド根性のある男を徹底して共感を持って書く、という結論に達した。さっそく広島に飛び、美能幸三や共政会（劇中の天政会）関係者に取材を行った。美能は山村辰雄（劇中の山守義雄）の恨み節を延々と話し、高田に美能自身で始めから終わりまで山村の悪口を書いた『完結篇』の脚本を書き送って来るほどだった。高田が主人公に考えたのは山田久（劇中の松村保）だったが、山田は美能でも押さえが利かない現役バリバリのやくざ。第四部までで取り上げたのは過去の事件で、モデルになった人物の多くは死んでいるか、堅気になっていたため、何とか映画に出来たが、現役バリバリの山田を主人公にするには、あまりにも差し障りがあり過ぎた。菅原もムリな続行で、やる気も落ちており、仕方なく、3人の男を中心に据える方法を取ることにした。主人公山田久（松村保、演：北大路欣也）の敵役に、宮岡輝雄（市岡輝吉、演：松方弘樹）と村上正明（大友勝利、演：宍戸錠）という2枚のヤクネタを配置する構成にした。この構成で思い付いたのが、盃を押し付けるという手で、盃では繋がっていても気持ちは繋がっていない2人が、契約だけで揺さぶりをかける。第四部までにはなかった構図で、これはハードな戦いになると勝算が見えたという。これを表現する際たるパートが、有名な「牛の〇にも段々があるんで！」のシーンで、高田はこの松方と宍戸のやり取りを時間をかけてこだわり抜いて書いた。
この二人の料亭で対峙するシーンで、宍戸がテーブルの小皿やグラスを左腕一撃で払いのけると、宍戸の左腕の静脈がばっさり切れ、血がビューッと噴き出て、テーブルいっぱいに血が広がり、松方の隣にいた女優がそれを見て失神、「カメラが流血をうまく追いきれなかったのが残念」などと宍戸は述べているが、松方の話では本編で使われているのは別テイクで、宍戸が手を切ったのはグラスを握り潰したテイク。松方は「グラスを握り潰したんだわ、あの人。NHKでやっても本物の酒飲む人だからね。『アルコールの匂いがする役者になりたい』って、そりゃ本物飲んでんだから匂うよ！そりゃ違うだろ！だけど、錠さんはそう言うんだな。そのときもずっとテストやってて、本番でそれでしょ。驚いたねぇ。カットかかったら血が凄いんだもん。それで『はい、おつかれ』って、そのまま病院直行よ。なかなかグラスは潰せないよ、普通の力じゃ（笑）」などと述べている。

### キャスティング
宍戸錠が演じた大友勝利は、第二部『仁義なき戦い 広島死闘篇』以来の登場だが、これは『広島死闘篇』で大友を演じた千葉真一が主演映画『殺人拳シリーズ』にクランクインしていたことから実現しなかったためで、大友はもともと『頂上作戦』から再登場する予定だった。千葉は『広島死闘篇』の撮影途中から主演する映画『ボディガード牙シリーズ』の準備で髪を赤く伸ばし始めていたため、同作では帽子でごまかしていたが、本作では大友が刑務所から出てきたばかりだというのに、赤髪だと都合悪いというのもあった。もう一人、早川役の室田日出男もテレビの『前略おふくろ様』で人気が出て主役級になっていたため、スケジュール的に無理で織本順吉に代わった。
佐伯明夫役の桜木健一は当時、東映製作のドラマ『柔道一直線』（TBS）、『刑事くん』（TBS）で、茶の間の絶大な支持を得ていた。特に30分で事件を解決する『刑事くん』がオンエアされているこの時期に本作の情けないチンピラ役はありえないキャスティングだが、岡田社長に「悲しい末路を辿るチンピラ役だけど出ないか」と誘われ、「あれほど大ヒットしている映画に出してもらえるなんて」と二つ返事で出演した。ドラマの刑事役への影響なんてまったく心配しなかったという。桜木が転んで水中銃を自分の足に貫通させ敵側にリンチを受けるシーンでは、京都の大映通りを使い祭りのセットも完全に出来上がっていた。ところが売れっ子の桜木が関西テレビの仕事で撮影に間に合わず、一旦セットをバラして2日後に撮り直した。するとリンチをする役者が、本気で桜木の髪を掴むなど激しいリンチに。撮影を遅らせた返り討ちを受けたという。
深作は「ショーケンや松田優作が出てたら歴史に残ったろうに、と思うなあ。考えてみたら惜しいことをした。片方にショーケン、片方に松田優作を置いていたらいうことなかったですね」など、『仁義なき戦い』で使ってみたかった役者として、この二人と沖雅也、水谷豊を挙げている。

### 撮影
市岡輝吉としてシリーズ3本目の登場となる松方弘樹は、不気味さを強調するため、市岡の役作りとして、前二作とは別人に見えるように深作監督と色々相談した。頭を白くする案は、深作に止められた。眼の下のふちに朱を入れ、赤目がかかった感じにし、不気味さを強調している。すぐ滲むので1シーンごとに入れたという。深作監督も役者も年齢的に一番いい時で、深作もギラギラ感が出したいからと、眼を充血させるためにあんまり寝るな、という考えで、夜10時か11時に撮影が終わると深作は木屋町の高瀬川沿いのバー「きんこんかん」に、連日連夜役者を連れて行き、朝まで飲ませてそのまま撮影所に行った。深作も酔っているのでカット割りも出来てなく、午前中は1カットぐらいしか回らない。午後から2カットか3カットで、夕方5時以降5ー6カットで1日10カット程度しか撮らない、と松方は話している。
本作のセリフで有名になったものとして、松方（市岡）が松村組の縄張りを荒らすシーンで云う「お前ら、構わんけ、そこらの店、ササラモサラにしちゃれい」があり、「ササラモサラ」は「無茶苦茶」を意味する広島弁で、これは高田脚本にもない松方のアドリブ。深作は役者からの意見アイデアも取り入れたという。
冒頭のオープニングクレジットで、天政会の組員が大通りをデモ行進するシーンで、テロップに「昭 40 8・6 原爆記念日」と出るが、高田脚本ではここは広島市内の八丁堀大通り（現在の相生通り）で「平和公園に向かってデモる百人余の天政会員達」と書かれていた。実際の撮影は京都市の堀川通で撮影されたが、今ではどの街の目抜き通りでも白昼でのヤクザ軍団のデモ行進など撮影許可は降りないものと見られる。また「原爆記念日」という言い方は古い呼び名で、近年ではあまり使われない。
三代目を襲名した松村が大阪に出向いて踏切で襲撃されるシーンでは、実際の撮影で電車が近付いている時、突き切ろうとした車のタイヤが溝に落ちた。その場にいた尼崎の若いヤクザらが、非常灯を振って阪神電車を止めてくれたおかげで無事撮影ができた。この車の後部座席に乗っていたのは、山田久と原田昭三と竹野博士（運転は浅野眞一）である。重傷の山田が4日後の共政会三代目会長襲名式を強行したのは、映画のクライマックスに描かれた通りで、山田は四半世紀に渡って繰り広げられた広島抗争にピリオドを打ち、以来、広島から銃声は消えた。山田は以降、会長在位17年を「山陽道のドン」として君臨、広島を平和に導いた最大の功労者でもあった。
終盤、札幌刑務所を出所後、東京で疲れを休める広能にホテルの部屋で、武田が一緒に引退するよう求めるシーンの前は、高田脚本では氏家（伊吹吾郎）と銀座を歩き、長年の疲労から青信号で渡れず、赤信号になって歩き出し、車に轢かれそうになるシーンが書かれていた。これが武田との会話に出た「娑婆のもんは、青信号でも信じられんわしじゃ。ましてや人の心の中はのう…」に繋がるのだが、銀座のシーンは撮影してカットされたか、撮影しなかったのかは分からないが、本編にはない。

## 作品の評価

### 興行成績
前四作を凌ぐ大ヒット。

### 評論
脚本が笠原和夫から高田宏治に交代したことで、厳しい評価もある。高田は、いま思うと笠原さんや深作さんにうけようという気があった。映画を成功させたい気持ちから、なんとか小手先に走るというか、やはり緊張したなどと話している。また、「松村保のモデル（山田久）が現役バリバリの人で、美能さんでも押さえのききにくい立場だった。だからこっちも気を使って、襲撃されたとき便所に隠れたという話を取材で聞いて、映画では少し遠慮して押入れに隠れることにしたんだけど、それでも大問題になりました。そんなことはしてないと。会社もずいぶん往生したみたいです」などと述べている。笠原は本作について「大阪の事件をきちんと押さえていないのは弱いですな。あれは、出所した武田明（小林旭）が仕掛けて、松村保（北大路欣也）を殺そうとした天政会の内ゲバですから...」と述べているが、高田は「その段階では書けますか。やらせた方じゃなしに、やられた松村のモデルの人がだまってないですよ、映画でそんなこと書いたら」「原爆直後の広島なら許されても、ライブとなると、実録やくざには難しいことがいっぱいあってね」「エピソードの羅列みたいな展開になったが、観客にはたいへんうけて、観客は群を抜いた。いろんな意味で、いい勉強をしたと思っています」などと話している。大阪の事件で山田の車に同乗した竹野博士もこの内ゲバ説を示唆している。
高田は数々の批判に自身の脚本に目を通す気も起きなかったというが、「80歳を過ぎて思うことは、『完結篇』はシリーズの中で一番乾ききっており、笠原和夫の四部作は、タイトルとは違い中身は任侠にこだわる『仁義ある戦い』だったことに対して、『完結篇』は本当の意味での『仁義なき戦い』であると思う。『完結篇』は本当にしんどい仕事だった。しかし、自身の脚本家人生の記念碑的な意味を持つ仕事であったと思う」などと述べている。

## ビデオ
「仁義なき戦い#ビデオとテレビ放映」を参照。